# Avenida Indumil
La Avenida Indumil es una vía arterial ubicada en el occidente del municipio de Soacha, en el departamento de Cundinamarca (Colombia). Esta arteria vial cumple un papel fundamental en la movilidad local y regional, al conectar el centro del municipio con las Comuna 1 y Comuna 2, mediante su empalme con la Autopista Sur y la vía a La Mesa. Su trazado también permite articular diversos sectores residenciales, industriales y ecológicos, consolidándola como uno de los corredores más importantes de Soacha.

## Nombre y Trazado
El nombre de esta avenida se debe a la presencia de la Fábrica de Municiones José María Córdova, una instalación de la empresa estatal Indumil (Industria Militar de Colombia). Esta planta está ubicada entre las calles 27 y 38 Sur junto al cerro El Cuclí. La fábrica se encuentra en una zona que marca el límite entre la Comuna 1 y el Corregimiento 2, y colinda con los barrios Ciudad de Quito y Llanos de Soacha, así como con la vereda Bosatama.
La avenida inicia su recorrido en la Autopista Sur con la nomenclatura de Diagonal 9, partiendo desde el sector de El Altíco hasta la Carrera Séptima, cerca del Río Soacha, en un tramo de doble calzada. En este punto, se encuentra una glorieta próxima a la Urbanización El Silo, donde la vía cambia de dirección hacia el occidente y adopta el nombre de Transversal 7. Este tramo continúa hasta la Avenida San Marón en el sector de Hogares Soacha, donde nuevamente cambia su nombre a Carrera 17, extendiéndose hasta el límite occidental del casco urbano de Soacha.
Actualmente, esta carretera cuenta con un carril por sentido. La capa asfáltica se encuentra en buen estado, aunque las aceras presentan condiciones regulares debido a la falta de intervenciones para su ampliación y mantenimiento. 
Esta vía funciona como acceso principal a varios barrios del sur de Soacha, entre ellos Villa Italia, Ciudad Latina, Parque Campestre, Hogares Soacha, La Veredita y Quintas de la Laguna.
Además, cumple una función estratégica como conexión intermunicipal. Hacia el occidente, conduce al municipio de La Mesa, mientras que hacia el norte enlaza con Mosquera, lo que a su vez facilita el acceso a Funza y Cota, hasta llegar al Puente de Guadua. 
Es una vía alterna a Bogotá desde los municipios de Fusagasugá y El Colegio si se accede a ella por la Autopista NQS con Avenida Longitudinal de Occidente (ALO) en el sector de El Muña hasta conectarse con la Vía San Marón y Ciudad Verde para entrar por la Variante San José en la localidad bogotana de Bosa.
Esta carretera también funciona como una vía alterna de acceso a Bogotá para quienes se desplazan desde los municipios de Fusagasugá y El Colegio. El ingreso a esta ruta se realiza a través de la Autopista Sur, en el sector de El Muña, conectando con la 
Avenida Longitudinal de Occidente (ALO). Desde allí, se continúa hacia la Avenida San Marón y el sector de Ciudad Verde, para finalmente ingresar a Bogotá por la Variante San José, en la localidad de Bosa. Este corredor se ha convertido en una opción importante para descongestionar los accesos tradicionales a la capital, especialmente en horas pico o en fines de semana.

## Cicloruta
En el sector de Hogares Soacha y la Urbanización Toledo se encuentra habilitado el primer tramo de la vía en el costado norte. Como parte de los esfuerzos por mejorar la movilidad sostenible en la zona, en 2021 se implementó un bicicarril que permite la conexión desde la Calle 1 o Avenida San Marón (a la altura de Quintas de la Laguna) con la cicloruta de la Carrera Séptima. Esta infraestructura facilita el desplazamiento seguro de ciclistas dentro del municipio y promueve el uso de medios de transporte alternativos en una zona de alta densidad poblacional.
En los domingos hay actividades de Ciclovía que van desde la Vía a La Mesa hasta la Comuna 3, lo que causa el cierre total de esta vía para tráfico vehicular.
Los domingos se realizan actividades de Ciclovía en esta vía, las cuales se extienden desde la Vía a La Mesa hasta la Comuna 3. Durante estas jornadas, se implementa el cierre total al tráfico vehicular, permitiendo el uso exclusivo de la vía para ciclistas, peatones y actividades recreativas. Esta iniciativa forma parte de los programas de recreación y promoción de estilos de vida saludables impulsados por el municipio.

## Futuro
Se tiene contemplada la ampliación de esta vía a doble calzada como parte de los proyectos de mejoramiento vial del municipio, con el objetivo de reducir las constantes congestiones vehiculares, especialmente en sectores críticos como Quintas de la Laguna, Hogares Soacha y la Urbanización El Silo. Esta intervención busca optimizar la movilidad en una de las principales arterias de conexión intraurbana y regional, beneficiando tanto a residentes como a quienes transitan hacia o desde Bogotá y otros municipios cercanos.

## Sitios importantes en la vía
- Universidad de Cundinamarca – Sede Soacha (Ubicada sobre la Diagonal 9)
- Glorieta Río Soacha
- Centro Comercial Mi Plaza Apiros
- Parque Metropolitano y Centro Comercial Parque Campestre
- Centro de Desarrollo Infantil Torrentes (ubicado en las cercanías)
- Humedal Neuta
- Humedal Tierra Blanca
- Humedal Puyana
- Planta de Industrias Militares Fagecor – INDUMIL
- Planta Cemex Soacha
- Puente sobre el Río Bogotá
- Hacienda Canoas